# Mountain Mike's Pizza
O Mountain Mike's Pizza é uma cadeia de franquias de pizzarias, principalmente ao longo da Costa Oeste dos Estados Unidos, com sede na Califórnia. A empresa também tem filiais no Arizona, Colorado, Nevada, Oregon, Utah, Texas e Idaho.
Em 21 de março de 2024, a rede recebeu o prêmio anual TopScore FUND da FRANdatas “por seu apoio líder do setor no acesso a financiamento e oportunidades de empréstimo para franqueados”.

## História
A primeira Mountain Mike's foi aberta em 1978 por Thomas Van Buskirk em Palo Alto, Califórnia. A empresa foi adquirida por Chris Britt e Ed St. Geme em 2017. A franquia começou com uma pizzaria e, ao longo de 45 anos, tornou-se uma marca com quase 300 locais no oeste dos Estados Unidos, como Califórnia, Arizona, Nevada, Oregon, Utah, Idaho, Texas, Colorado, Washington e Wisconsin. Chris Britt, natural de Condado de Orange, na Califórnia, tornou-se proprietário da Mountain Mike's Pizza ao lado de seu amigo de faculdade Ed St. Geme em 2017. Ambos ultrapassaram a marca de 200 unidades e dobraram o crescimento de novas unidades em 2018. Seus empreendimentos anteriores incluem a propriedade de empresas bem estabelecidas como Boot Barn e Signature Theaters. Além disso, Britt e St. Geme são co-proprietários da “sul da Califórnia”, uma franqueadora sediada no sul da Califórnia.